# Emilie Flottmann
Emilie Flottmann (* 10. Mai 1852 in Dortmund; † 18. November 1933 in Herne) war eine deutsche Unternehmerin und Geschäftsführerin der Flottmann-Werke.

## Leben
Sie war die Tochter des Dortmunder Stadtsekretärs Gottlieb Jacob Henrich Teichgräber (1816–1876) und der Johanna Dorothea Henriette Friederike Kracht (1818–1869). Am 2. Juni 1874 heiratete sie den Unternehmer Friedrich Heinrich Flottmann in der Petri-Kirche in Dortmund. Zu den Kindern des Ehepaars, das in den ersten Ehejahren in Barop und danach in Bochum lebte, zählten der älteste Sohn Otto Heinrich Flottmann (1875–1944) und die Tochter Emilie (1877–1963). 
Nach dem Tod ihres Mannes übernahm Emilie Flottmann die Bochumer Firma als Alleinerbin, erst später trat ihr Sohn in die Geschäftsführung ein. 1917 wurden die Flottmann-Werke in eine Aktiengesellschaft umgewandelt, Emilie Flottmann wurde stellvertretende Vorsitzende im Aufsichtsrat und hatte so bis zu ihrem Tode Einfluss auf die Entwicklung des Unternehmens. Sie ist auf dem Südfriedhof in Herne beigesetzt.